# Zandcementvloer
Een zandcementvloer is een dekvloer van zand, cement en water, die wordt aangebracht op een onderliggende dragende vloer om oneffenheden glad te strijken, niveauverschillen te overbruggen of om een vloer als geheel op het gewenste peil te brengen. Veel gebruikte synoniemen voor zandcementvloer zijn: cementdekvloer, smeervloer of specievloer. In Vlaanderen wordt ook het uit het Frans afkomstige chape gebruikt.

## Toepassing
Zandcementvloeren worden toegepast in het merendeel van de gebouwen in Europa.
Een zandcementvloer wordt aangebracht wanneer de onderliggende dragende (beton)vloer niet vlak genoeg is om direct tapijt of andere vloerbedekking aan te brengen. Dit is meestal het geval. Een zandcementvloer heeft geen dragende functie en is bedoeld om een bepaald peil te realiseren. Ook is het mogelijk een zandcementvloer te pleisteren zodat deze een harde toplaag krijgt. Een dergelijke vloer wordt een pleistervloer genoemd. Een alternatief voor een zandcementvloer is de anhydriet gietvloer. Enkele verschillen tussen beide zijn:
- Een zandcementvloer kan op afschot worden aangebracht, terwijl een anhydriet gietvloer altijd min of meer waterpas is.
- Een zandcementvloer is goed bestand tegen water, een anhydriet gietvloer niet.
- Een traditionele zandcementvloer (zonder plastificeerder voor optimale verdichting) krimpt aanzienlijk tijdens het uitharden; een anhydriet gietvloer krimpt nauwelijks.
- Een zandcementvloer heeft zonder hulpstoffen een lagere buigtreksterkte dan een anhydriet gietvloer.

Zandcementvloeren zijn ook een uitstekende ondergrond voor tegelvloeren.

## Geschiedenis
De Romeinen gebruikten al een dekvloer die kan worden vergeleken met de tegenwoordige zandcementvloer. De Romeinse architect Vitruvius beschrijft in De architectura een vloerafwerking bestaande uit drie delen gemalen terracotta en één deel kalk. Deze dekvloer zou een minimale dikte van zes duim moeten hebben en daarna van een vloerbedekking van marmeren platen of mozaïeksteentjes moeten worden voorzien.

## Applicatie
Voor aanbrengen van de zandcementspecie wordt de ondervloer goed schoon geveegd en vet en vuil dienen grondig te worden verwijderd. Voor een hechtende dekvloer wordt de vloer vervolgens nat gemaakt. Voor een goede hechting is het raadzaam eerst een cementpapje of een speciaal hechtmiddel met een bezem aan te brengen.
De samenstelling van de specie bestaat uit cement en zand in een verhouding 1:5 tot 1 : 8 afhankelijk van de gewenste kwaliteit en desgewenst wordt een hulpstof toegevoegd. Water wordt toegevoegd totdat de juiste smeuïgheid is bereikt. De spaanbare zandcementspecie is stevig van samenstelling en vloeit niet uit.
Door een rei (aluminium profiel tot zo’n 3 meter lengte) zigzaggend over de vloer te trekken wordt de specie verdicht en vlak verdeeld aangebracht. Indien nodig kan men als hulpmiddel links en rechts een rei plaatsen of een nivelleringsrooster gebruiken om op af te slepen. Hierna wordt het oppervlak vlak geschuurd of gepolierd met een kunststof schuurbord en/of chapeijzer. Eventuele kuilen worden met specie opgevuld en gladgeschuurd. Desgewenst kan het oppervlak worden dichtgestreken met een stalen spaan. Daarom behoeven zandcement dekvloeren na verharding ook niet meer te worden geschuurd.
Een zandcementvloer hardt gemiddeld 1 cm per week uit: zonder droogtijdversneller 1,6 x d². Dus bij 4 cm dikte zal de droogtijd 1,6 x 16 = 26 dagen of bijna 4 weken bedragen. De minimale dikte van een zandcementvloer is 3 cm, maar 5 cm wordt aanbevolen. Bij een dikte van 6 cm en meer is een krimpwapening vereist, zoals een wapeningsnet of wapeningsrooster. Dat is anders als er een plastificeerder wordt toegepast waarbij de hoeveelheid aanmaakwater kan worden gereduceerd. Voor lagen dikker dan 5 cm kan het gebruik van beton in plaats van zand-cementspecie worden overwogen. Voor lagen dunner dan 4 cm heeft een anhydriet gietvloer de voorkeur. Vier dagen na applicatie is de vloer licht beloopbaar.
Zandcementvloeren zijn geschikt voor vloerverwarming, echter scheurvorming kan niet altijd voorkomen worden. Door krimpwapening of ontkoppelende systemen zoals een ontkoppelingsmat of een wapeningsrooster op te nemen wordt het risico van scheurvorming beperkt. Bij grotere oppervlakken zijn dilatatievoegen noodzakelijk om het krimpscheuren te voorkomen, alhoewel het met een wapeningsrooster grotendeels teniet kan gedaan worden. De vlakheid en evenwijdigheid van vloeroppervlakken wordt gedefinieerd in de NEN 2747. 

## Arbeidsomstandigheden tijdens applicatie
De applicatie van een traditionele zandcementvloer wordt als zwaar werk beoordeeld. Zo zwaar zelfs dat de Nederlandse Arbeidsinspectie in 2010 bekendmaakte in beginsel geen zandcementvloeren meer toe te staan. Volgens de inspectie krijgt een kwart tot de helft van alle vloerenleggers rugklachten.  Zandcement dekvloeren worden niet geschuurd. De inspectie is van mening dat het ophogen en egaliseren van vloeren met minder risico uitgevoerd kan worden door toepassing van anhydriet gietvloeren. De meeste ( anhydriet)gietvloeren moeten worden geschuurd om een carbonaathuid te verwijderen maar in principe worden alle anhydriet gietvloeren geschuurd om een vlak oppervlak te verkrijgen. Bij het schuren van gietvloeren komt kwartsstof vrij; dat is een kankerverwekkende stof. Met de bedrijfstak werd in maart 2010 een overgangsperiode van vijf jaar afgesproken, bestemd voor mechanisering en onderzoek naar de arbeidsomstandigheden.